# 全德工人联合会
全德工人联合会（德语：Allgemeinen Deutschen Arbeitervereins，缩写为ADAV）是一个于1863年5月23日，在萨克森王国莱比锡由斐迪南·拉萨尔建立的组织。该组织以此名称一直存在至1875年。机关报为《社会民主党人报》。在1875年，全德工人联合会与奥古斯特·倍倍尔和威廉·李卜克内西建立的德意志社会民主工党合并为德国社会主义工人党。1890年，该党改名为德国社会民主党。全德工人联合会是德国第一个工人政党，它创立在普鲁士建立德意志帝国之前。它的成员通称“拉萨尔派”。